# Papuchalk severní

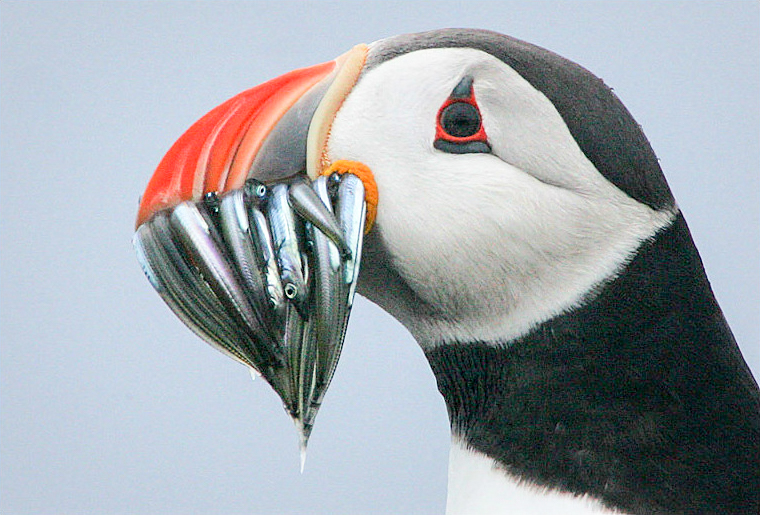
Papuchalk s kořistí

Papuchalk severní (Fratercula arctica), známý též pod názvy papuchalk ploskozobý nebo bělobradý, je malý mořský pták z čeledi alkovitých. Díky výrazně zbarvenému velkému zobáku má přezdívku „mořský papoušek“ (sea parrot) a protože se navíc při chůzi kolébá, také „mořský klaun“ (clown of the sea). Juvenilní papuchalci bývají nazýváni „pufflings“.

## Taxonomie
Popsány jsou tři poddruhy:
- Fratercula arctica arctica (Linnaeus, 1758)
- F. a. grabae (C. L. Brehm, 1831)
- F. a. naumanni (Norton, 1901)[3]

## Popis
Papuchalk severní dorůstá délky 26–29 cm, v rozpětí křídel měří 47–63 cm a váží 310–550 g. Svrchu je převážně černý, ze spodní strany bílý. Má bílé, šedavé až šedé tváře. Zobák je velký 3–4 cm, trojúhelníkového tvaru, během hnízdního období jasně oranžový, červený, modrý a žlutý. Mladí ptáci ho mají černý. Oranžovočervené končetiny jsou opatřeny plovací blánou. Samec je o něco větší a ve svatebním šatu barevnější než samice.
Papuchalkovi severnímu se podobá papuchalk černobradý (Fratercula corniculata), ale má odlišně zbarvený zobák.

## Areál
Hnízdí na pobřeží severní Evropy, Faerských ostrovů, Islandu a na východě Severní Ameriky, severně přitom zasahuje až po oblasti uvnitř Severního polárního kruhu, jižně pak po Francii a Maine. Zimní měsíce tráví na otevřeném moři daleko od pevniny – v Evropě během tohoto období jižně zasahuje až po Středozemní moře a v Severní Americe po Severní Karolínu.

## Způsob života

### Potrava
Za potravou se potápí, a to až do hloubky 70 m; pod vodou dokáže vydržet až pět minut, i když častěji se potápí do menších hloubek a pouze krátce. K plavání využívá silných křídel. Končetiny s plovacími blánami mu slouží jako kormidlo. Během hnízdního období se při hledání kořisti může od hnízdiště vzdálit až 100 km. Živí se především malými druhy ryb, jakými jsou např. sledi, šproti nebo smáčky, požírá též zooplankton, různé korýše a měkkýše. Má přitom zvláštně přizpůsobenou horní čelist zobáku a jazyk, které má poseté spoustou drobných trnů umožňujících držet i více než 30 rybek najednou.

### Hnízdění

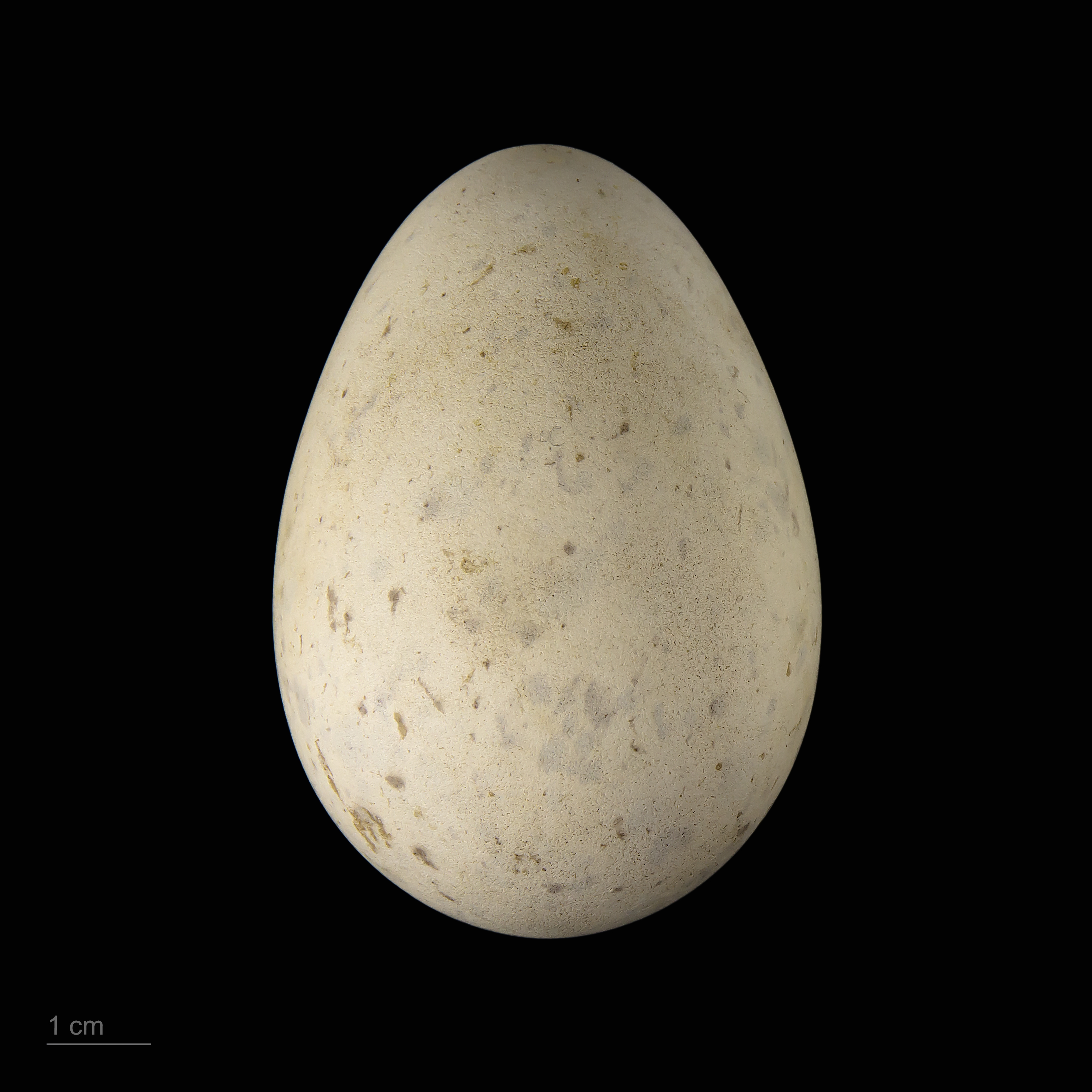
Vejce poddruhu Fratercula arctica arctica

Papuchalk severní pohlavně dospívá ve věku 4–5 (3–6) let, je monogamní a hnízdí v koloniích. Po spáření začne jeden z páru zobákem hrabat do travnatého svahu noru a druhý u vstupu odstraňovat zeminu. Hnízdo v noře dlouhé 70–110 cm vystelou ptáci peřím a trochou trávy nebo mořských řas. Najít partnera, zahnízdit a snést vajíčko trvá 12–14 dní.
Samička snese jediné vejce, na jehož opatrování se podílejí oba rodiče. Po většinu času zahřívá vejce samička, zatímco sameček většinu času chrání noru před predátory. Inkubace vejce je přibližně 39–45 dnů. Hmotnost narozeného mláděte je okolo 42,5 gramů, resp. 39–45 g. Černě ochmýřené mládě vidí a může se hned postavit a chodit. Zcela se opeří přibližně ve věku 49 dnů, resp. mezi 38 a 50 dny věku. Tehdy se osamostatní, opustí hnízdo a vydá se na moře. Na hnízdiště se vrátí po dvou nebo více letech, typicky po třech až šesti letech.
Délka života papuchalka severního ve volné přírodě se pohybuje od 15 do 23 let, průměrná délka života je 20 let. Maximální hlášená délka života ve volné přírodě je 31 let a 11 měsíců. Průměrná délka života papuchalka v zajetí se uvádí 25–31 let. Nejstarší papuchalk v zajetí se dožil 36 let.

### Používání nástrojů
U papuchalků bylo pozorováno i používání nástrojů, a to větviček, kterými se škrábali na místech, kde je zřejmě trápili paraziti. K pozorování došlo na dvou místech, která dělilo 1700 km – na ostrově Skomer (Wales) a Grimsey (Island).

## Početnost
Podle Mezinárodního svazu ochrany přírody (IUCN) je papuchalků 12–14 milionů. Během 19. století byla populace ptáků výrazně redukována lovem a vybíráním hnízd. Ačkoli je papuchalk v některých oblastech (na Islandu a Faerských ostrovech) lovným druhem dodnes, mnohem vážněji je ohrožen zavlečenými predátory (kočky, psi, potkani), znečišťováním moří jedovatými látkami, rybolovem a současnými klimatickými změnami; především průmyslový rybolov vede k výraznému nedostatku potravy pro mláďata. Hnízdícím ptákům neprospívá ani turistický ruch.

## Predátoři a paraziti
Ne náhodou je většina kolonií papuchalků na malých ostrovech. Papuchalk se tak vyhýbá predaci pevninskými savci (lišky, kuny, lasičky, kočky, psi, potkani). Největšímu riziku je vystaven na pevnině, menšímu na souši na ostrově; bezpečnější je patrně na moři. Ve vodě jej ohrožují zejména tuleni, případně velké dravé ryby, na ostrově především ptáci. Pokud papuchalci vzlétnou a krouží kolem útesů, je pro útočníka obtížné soustředit se na jednoho ptáka. Některé predátory odradí také hluk kolonie.
Mezi predátory papuchalka severního patří především racek mořský (Larus marinus) a chaluha velká (Stercorarius skua), potkan, kočka, pes nebo liška. Menší druhy racků, například racek stříbřitý (Larus argentatus) a racek žlutonohý (L. fuscus) se živí vejci, která se zakutálela ke vstupu do nory, a neodrostlými mláďaty, jež se příliš přiblížila ke vstupu. Kromě toho dospělým ptákům kradou kořist ulovenou pro mládě. Pevninským predátorem v severských populacích v tundře je chaluha příživná (Stercorarius parasiticus); v nižších zeměpisných šířkách se však specializuje jen na kleptoparazitismus.
Když se papuchalk cítí ohrožen, ukryje se do nory nebo odletí na moře. Pokud je chycen, energicky se brání zobákem a ostrými drápy.

### Paraziti
V hnízdech byla dokumentována klíšťata Ixodes uriae (klíště alkouní), blecha Ornithopsylla laetitiae a blechy rodu Ceratophyllus: C. borealis, C. gallinae (blecha slepičí), C. garei, C. vagabundus a běžná Spilopsyllus cuniculi (blecha králičí).